# 猫眼蝾螺
猫眼蝾螺（学名：Turbo petholatus），是原始腹足目蝾螺科蝾螺属的一种。主要分布于新加坡、印度尼西亚、中国大陆、台湾，常栖息在浅海珊瑚礁、岩石底。

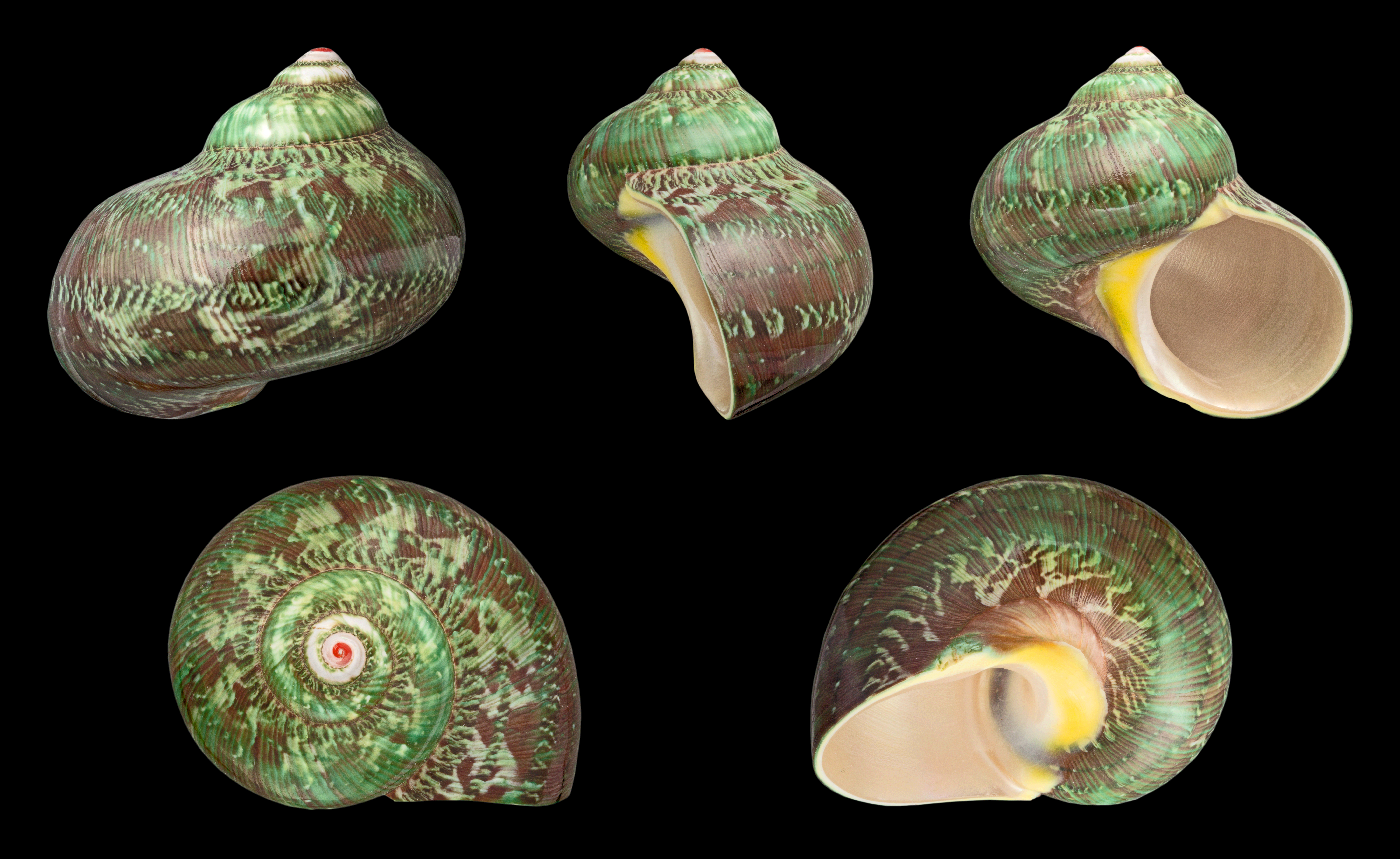

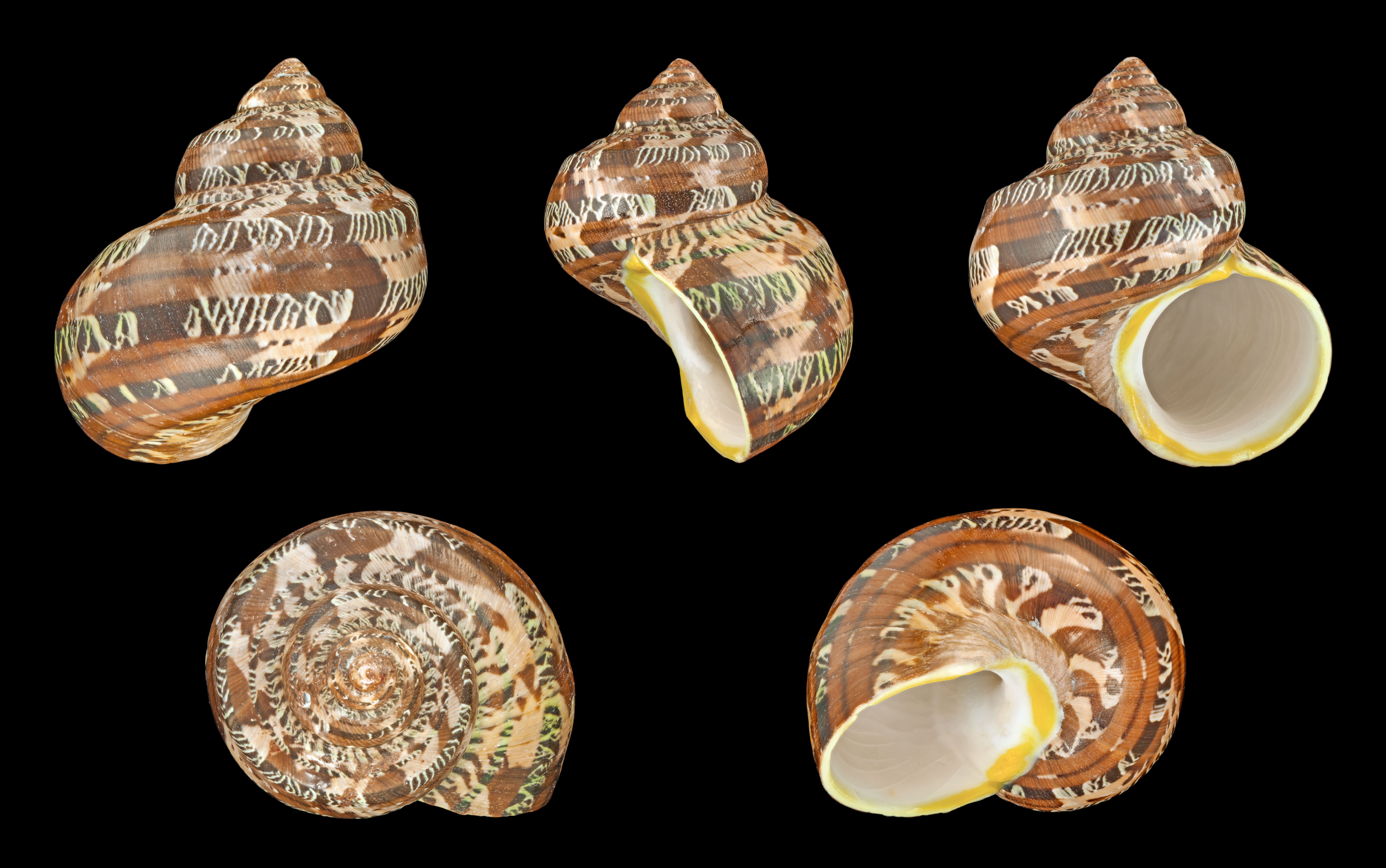